# Henry Peter Matthis
Henry Peter Matthis, född 16 januari 1892 i Örgryte, död 9 mars 1988 i Tullinge, var en svensk författare, översättare och publicist. 

## Biografi
Matthis tog studentexamen 1912, varefter han studerade vid Göteborgs högskola och Lunds universitet 1913–19. Åren 1921–29 arbetade han som lärare vid Gamleby folkhögskola. Från 1920 medarbetade han som kritiker i olika tidningar och tidskrifter, bland annat Social-Demokraten. År 1936 var han redaktör för tidskriften Kulturfront tillsammans med Albin Amelin, och 1945–49 för tidskriften Konst och kultur.
Som författare skrev Matthis huvudsakligen romaner från norrländsk bruksmiljö, bland annat trilogin Människornas son (1926), Hjälten lever (1932) och Nya människor (1934). Han var skandinavist och skrev också flera böcker om nordisk kultur, samt skrifter om rumänsk kultur och en reseskildring från Rumänien, Rumänska rikedomar (1952).
Matthis var styrelseledamot i Sveriges författareförening 1939–48, samt redaktör för Nordiska författarrådets tidskrift Nordisk forfatter-tidende 1945–48. Från 1950 var han ordförande i Svensk-rumänska föreningen, och mottog i denna roll Rumäniens kulturförtjänstorden av andra klassen 1972.

### Privatliv
Henry Peter Matthis var son till snickarmästaren Johan Peter Mattson (d. 1930) och Hedvig, f. Olsson. Från 1923 var han gift med Marth Galaasen (1895–1984) från Trysil i Norge. Tillsammans fick de fem barn, däribland Sköld Peter Matthis.
Matthis är gravsatt i minneslunden på Skogskyrkogården i Stockholm.

### Medverkande
- I dag Spanien…: dikter och prosa, musik, teckningar, red. tillsammans med Georg Branting och Johannes Edfelt (Stockholm: Svenska Hjälpkommittén för Spanien, 1939)
- Nordiska diktare debatterar: föredrag och diskussioner vid den första nordiska författarkonferensen, red. (Stockholm: Kooperativa Förbundet, 1947)
- Mihail Eminescu: diktaren som kallades pessimist, kejsare och proletär, red.; övers. Ralf Parland (Stockholm: Svensk-rumänska föreningen, 1950)
- Röster för freden: en samling inlägg, dikter och prosa av svenska författare, red. (Stockholm: Svenska Fredskommittén, 1956)

### Översättningar
- Karl Holter, Skinnbrevet (Skinnbrevet) (Stockholm: Bonnier, 1936)
- Inge Krokann, Blodrötterna (Blodrøter) (Stockholm: Bonnier, 1938)
- Jørgen-Frantz Jacobsen, Barbara (Barbara) (Stockholm: Norstedt, 1940)
- Peer Bolt, Jag var Quislingfånge (Stockholm: Rabén & Sjögren, 1942)
- Martin Andersen Nexø, De tomma platsernas passagerare: berättelser och sagor (Stockholm: Arbetarkultur, 1944)
- Finska folksagor, övers. tillsammans med Katri Vala (Stockholm: Kooperativa Förbundet, 1944)
- Martin Andersen Nexø, Den förlorade generationen: roman (Den fortabte generation) (Stockholm: Arbetarkultur, 1949)
- Martin Andersen Nexø, Morten Röde (Morten hin Røde), 2 vol. (Stockholm: Arbetarkultur, 1977)

## Priser och utmärkelser
- 1955 – Boklotteriets stipendiat
- 1956 – Boklotteriets stipendiat
- 1958 – Boklotteriets stipendiat
- 1972 – Rumäniens kulturförtjänstorden av andra klassen[5]